# Усть-Лем
Усть-Лем — деревня в Юкаменском районе Удмуртии, в составе Ёжевского сельского поселения.

## География
Деревня расположена на высоте 146 м над уровнем моря.
Улицы:
- Лемская

## Население
Численность постоянного населения деревни составляет 34 человека (2007).